# Ал-Джиза
Ал-Джиза (на арабски: الجيزة) е град в Южна Сирия, административно част от мухафаза Дараа, разположен източно от Дараа.

## История
В османските дефтери от 1596 г. Ал-Джиза е село, намиращо се в нахията Бутайна, част от Када Хавран, под името Джиза. Населението възлиза на 19 домакинства и 7 ергени, всички мюсюлмани. Те плащат фиксирана данъчна ставка от 40% върху селскостопански продукти, включително пшеница, ечемик, летни култури, кози и пчелни кошери, общо 7215 акчета. Всички приходи отиват за вакъфа.
През 1838 г. е отбелязан като руина, разположена „в Нукра, западно от Босра“.
Според Централното статистическо бюро на Сирия Ал-Джиза има население от 14 700 души при преброяването от 2004 г. Той е административен център на нахия Ал-Джиза („подрайон“), който се състои от три населени места с общо население от 21 100 души през 2004 г.